# Kemervan
Kemervan (ryska: Кемерван) är en ort i Azerbajdzjan.   Den ligger i distriktet Qəbələ, i den centrala delen av landet, 190 km väster om huvudstaden Baku. Kemervan ligger 1 144 meter över havet och antalet invånare är 1 839.
Terrängen runt Kemervan är bergig norrut, men söderut är den kuperad. Närmaste större samhälle är Qutqashen, 9,8 km sydost om Kemervan. 
Omgivningarna runt Kemervan är en mosaik av jordbruksmark och naturlig växtlighet. Runt Kemervan är det ganska tätbefolkat, med 58 invånare per kvadratkilometer.